# GSoul
GSoul（ジーソウル、朝: 지소울、旧活動名: G.Soul、Golden、1988年6月16日 - ）は、韓国の男性歌手、作曲家である。本名はキム・ジヒョン（朝: 김지현、漢: 金志賢、英: Kim Jihyun）。

## 来歴
2001年 JYPエンターテインメントの練習生となる。ニューヨークにJYPエンターテインメントの事務所ができると、アメリカに渡り、そこで9年間生活した。その後、自身が作詞・作曲した20曲の音楽を持って、韓国に戻った。
2015年に韓国デビュー。この練習生期間はJYPエンターテインメント歴代歌手の中では、最も長い。デビューアルバム「Coming Home」の収録曲全ての楽曲を作詞作曲した。
2017年にH1GHR MUSICに移籍。
2019年10月に活動名を「Golden」に変更した。
2017年12月26日現役入隊、2019年9月4日除隊。
2019年12月11日｢Hate evevything｣で除隊後初のアルバムを発表。
2020年12月にH1GHR MUSICとの専属契約が満了。
2021年1月11日、活動名をGoldenからGSoulに再び変更。
2021年1月Warner Music KoreaとGood Projectと共同制作支援契約を結んだ。

## プロフィール
- 身長：173cm
- 体重：60kg
- 血液型：AB型

## 作品

### アルバム
| No. | タイトル               | 収録曲                                                                                   |
| --- | ---------------------- | ---------------------------------------------------------------------------------------- |
| 1st | Coming Home （2015年） | 1. Coming Home 2. Superstar 3. You 4. First Love 5. Say Yes 6. 변명(Excuse) 7. 한번만 더 |